# Diecezja Las Cruces
Diecezja Las Cruces (łac. Dioecesis Las Cruces, ang. Diocese of Las Cruces) jest diecezją Kościoła rzymskokatolickiego w metropolii Santa Fe w Stanach Zjednoczonych obejmującą południową część stanu Nowy Meksyk. 

## Historia
Diecezja została kanonicznie erygowana 17 sierpnia 1982 roku przez papieża Jana Pawła II. Wyodrębniono ją z diecezji El Paso i archidiecezji Santa Fe. Pierwszym ordynariuszem był bazylianin Ricardo Ramirez (ur. 1936). 

## Ordynariusze
- Ricardo Ramirez CSB (1982-2013)
- Oscar Cantú (2013-2018)
- Peter Baldacchino (od 2019)